# Viken, Hedesunda
Viken är en by omedelbart söder om Dalälven i Utomälven, Hedesunda socken, Gävle kommun. 
Under 1600-1800-talen passerade hästforor här med järnmalm från Dannemora gruva i Norduppland till Gysinge bruk i Gästrikland. I Viken fanns en småskola i början på 1900-talet.